# Evento Azolla
O evento Azolla é um cenário da paleoclimatologia hipotetizado como tendo ocorrido no meio da época Eoceno, por volta de 49 Ma, quando o florescimento de samambaias de água doce Azolla teriam ocorrido no Oceano Ártico. À medida que a samambaia morria e afundava para o fundo do mar estagnado, elas foram incorporadas no sedimento ao longo de um período de cerca de 800.000 anos; especula-se que a consequente redução do dióxido de carbono tenha ajudado a reverter a Terra do estado de estufa, quando o planeta era quente o suficiente para tartarugas e palmeiras prosperarem nos polos, para a atual Terra gelada conhecida como Era do Gelo do final do Cenozóico.

## Evidências
Ao longo da bacia do Ártico, é discernível uma camada com pelo menos 8 m de espessura. Ela consiste em camadas alternadas: sedimentação de organismos planctônicos, comuns em sedimentos marinhos, alternam-se com laminações de milímetros de espessura compostas por matéria fossilizada de Azolla. A estimativa é que o evento ocorreu por 800.000 anos, o que coincide precisamente com um declínio catastrófico nos níveis de dióxido de carbono, que caíram de 3500 ppm no início do Eoceno para 650 ppm durante este evento.

## Condições no evento
Durante o início do Eoceno, a configuração continental era tal que o mar Ártico estava quase totalmente isolado dos oceanos maiores. Isso significava que a mistura — proporcionada hoje por correntes de águas profundas, como a Corrente do Golfo — não ocorria, levando a uma coluna de água estratificada semelhante à do atual Mar Negro. Altas temperaturas e ventos levaram a uma alta evaporação e — por meio de um aumento nas chuvas — um grande fluxo de descarga de rios que alimentavam a bacia. Essa água doce formava uma camada, flutuando na superfície do mar denso. Mesmo alguns centímetros de água doce seriam suficientes para permitir a colonização por Azolla; além disso, essa água fluvial seria rica em minerais como o fósforo, que ela acumularia do lodo e das rochas com que interagia ao cruzar os continentes. Para ajudar ainda mais no crescimento da planta, sabe-se que as concentrações de carbono (na forma de dióxido de carbono) na atmosfera eram altas nessa época.

## Efeitos globais
Com 800.000 anos de floração de Azolla e uma cobertura de 4,000,000 km2 (1,500,000 sq mi), mesmo com estimativas muito conservadoras, mais do que o suficiente de carbono poderia ter sido sequestrado pelo soterramento da planta para explicar a queda observada de 80% no CO2. Essa queda iniciou a transição de uma Terra estufa para a Terra gelada atual; o Ártico esfriou de uma temperatura média na superfície do mar de 13 °C para os atuais −9 °C e o restante do planeta passou por uma mudança semelhante. Uma queda geologicamente rápida na temperatura entre 49 e 47 Ma, em torno do evento Azolla, é evidente; pedras suspensas (que são considerados evidência da presença de geleiras) são comuns nos sedimentos do Ártico após esse período.

## Explicações alternativas
Embora um Oceano Ártico verdejante seja um modelo de trabalho viável, cientistas céticos apontam que seria possível que colônias de Azolla em delta de rios ou lagoas de água doce fossem arrastadas para o Oceano Ártico por correntes fortes, eliminando a necessidade de uma camada de água doce.